# 元山駅 (江原道)
元山駅（ウォンサンえき、원산역）は、朝鮮民主主義人民共和国（北朝鮮）江原道元山市に位置する朝鮮民主主義人民共和国鉄道省江原線の駅である。日本統治時代は京元線の終点駅で咸鏡線の起点駅であった。

## 歴史
- 1913年8月21日 - 開業[1]。
- 不明 - 現在地に移転。
- 1989年9月5日 - 新駅舎完成と報道[2]。